# Mangkudu
Mangkudu ist eine indonesische Insel südlich des Ostens der Insel Sumba.

## Geographie
Mangkudu gehört zum Kabupaten (Regierungsbezirk) Ostsumba in der Provinz Ost-Nusa Tenggara. Östlich vor Mangkudu liegt die Insel Halura, mit dem ihr vorgelagerten Inselchen Koatak. Außer an einem kleinen Teil der Nordküste ist Mangkudu vollständig von Korallenriffen umgeben.